# Pool (departament)
Pool – jeden z departamentów Konga, położony w południowej części państwa. Stolicą departamentu jest miasto Kinkala.
Departament ten zamieszkiwało w 2007 roku 236 595 osób. Jego powierzchnia wynosi 33 955,2 km².
Departament ten podzielony jest na 13 dystryktów:
- Boko
- Goma Tsé-Tsé
- Ignié
- Kimba
- Kindamba
- Kinkala
- Louingui
- Loumo
- Mayama
- Mbanza-Ndounga
- Mindouli
- Ngabe
- Vindza